# Quatá (ort)
Quatá är en ort i Brasilien.   Den ligger i kommunen Quatá och delstaten São Paulo, i den södra delen av landet, 800 km söder om huvudstaden Brasília. Quatá ligger 553 meter över havet och antalet invånare är 10 370.
Terrängen runt Quatá är huvudsakligen platt. Quatá ligger uppe på en höjd. Quatá är det största samhället i trakten.
Trakten runt Quatá består i huvudsak av gräsmarker. Runt Quatá är det glesbefolkat, med 17 invånare per kvadratkilometer.